# Christian Günther zu Stolberg-Stolberg
Christian Günther zu Stolberg-Stolberg (født 9. juli 1714, død 22. juni 1765 i Aachen) var rigsgreve, overhofmester og pioner inden for landboreformer.

## Liv og gerning

### Opvækst og tidlige år
Han var søn af rigsgreve Christoph Friedrich zu Stolberg-Stolberg og Henriette Cathrine (født Rigsfriherreinde Bibra). Han forlod hjemmet som ung, blev opdraget i Wernigerode og studerede i Halle. Faderen havde i sit testamente besluttet, at de to sønner skelle dele det arvede gods efter hans død, men godset var forgældet, og i stedet nåede brødrene en aftale, hvorefter broderen arvede hele godset men skulle betale et fast beløb til Christian. Broderen holdt imidlertid ikke denne aftale, så Christian måtte klare sig selv. Takket være hans slægtning grev C.E. Stolberg-Wernigerodes mellemkomst blev han i 1738 ansat som kaptajn ved Livgarden til fods. I 1744 blev han udnævnt til amtmand i Segeberg. Den 26. maj 1745 blev han gift med Christiane Charlotte Friedrike Grevinde Castell-Remlingen.

### Landbrugsreformpioner
Enkedronning Sophie Magdalene, som var en fjern slægtning, udnævnte ham i 1756 til sin overhofmester og jægermester. I 1757 blev han udnævnt til hvid ridder og i 1759 til gehejmeråd. Han var pietist og udviste stor hensyntagen til andre, dårligere stillede mennesker, således ophævede han vornedskabet på sin gård Stedingshof ved Bramstedt, og inspireret af resultaterne af denne reform lod enkedronningen på hans opfordring på Hirschholm Gods gennemføre en reform hvorved hovedgårdens jord i 1759 blev frasolgt mens bønderne i 1761 blev gjort til arvefæstere, det vil sige i realiteten til selvejere med fri rådighed over deres gård så længe, de betalte den årlige afgift, og bøndernes hoveri og korntiende blev erstattede af en pengeafgift. Dette forbedrede bøndernes vilkår betydeligt og forbedrede samtidig godsets økonomi. Som følge heraf lod enkedronningen opstille en mindestøtte til hans ære.

### Død
Han døde den 22. juni 1765 i Aachen under en rejse. Hans enke købte i 1766 Rungstedgaard og inviterede hertil herrnhutiske kvinder. Hun døde i København den 22. december 1773, otte år efter sin ægtefælle, og blev efter eget ønske begravet på Birkerød Kirkegård.